# Coup d'État de 1963 au Togo
Le coup d'État de 1963 au Togo est la prise du pouvoir par Nicolas Grunitzky qui destitue le premier président du pays, Sylvanus Olympio. Ce dernier trouvera la mort au cours de l'évènement et Nicolas Grunitzky sera à son tour renversé par Kléber Dadjo lors du premier acte d'un autre coup d'État en 1967. L'instigateur de ces évènements, Gnassingbé Eyadéma, deviendra à son tour président à l'issue du second acte du coup d'état de 1967.